# Jean-François Brousmiche
Jean-François Brousmiche (né le 9 juin 1784 à Brest, paroisse de Saint-Louis et décédé en décembre 1863 à Brest), fut à partir de 1812 employé aux contributions directes et en 1814 percepteur à Lambézellec ; il se maria le 25 novembre 1809 au Faou (Finistère) avec Marie-Desanges Nouvel, dont il eut quatre enfants.

## Son œuvre
Jean-François Brousmiche rédigea entre 1832 et 1836 son Voyage dans le Finistère en 1829, 1830 et 1831, livre qui fut publié en 1891 par la Société académique de Brest et réédité par les éditions Morvran en 1977. Il est également l'auteur, alors qu'il était devenu secrétaire à l'intendance sanitaire de Brest, d'un Mémoire sur la bourgeoisie de Brest sous la Monarchie de Juillet intitulé Chronique d'un bourgeois de Brest pour les années 1844 et 1845 édité et commenté par Yves Le Gallo en 1969 et de poèmes publiés dans La Muse bretonne.